# Accordo di Simla (1914)
L'Accordo di Simla o Convenzione tra Regno Unito di Gran Bretagna e Irlanda, Repubblica di Cina, e Tibet di Simla, è un trattato contestato dai cinesi riguardante lo status ed i confini del Tibet negoziato dai delegati di Cina, Tibet e Gran Bretagna a Simla nel 1914.
Fu promosso dai britannici per affermare la propria egemonia nel Tibet, nel timore che l'espansione dell'Impero russo si estendesse sull'altopiano, nel quadro di quello che fu definito il grande gioco fra le due potenze europee per il controllo dell'Asia.
La convenzione doveva stabilire i confini tra la Cina ed il "Tibet Esterno", il cui governo doveva spettare al Tibet. La regione, che corrisponde a grandi linee all'attuale regione Autonoma del Tibet, sarebbe rimasta sotto il protettorato della Cina, che avrebbe dovuto impegnarsi a non interferire negli affari di governo. Doveva inoltre definire i confini tra Tibet, Cina e India britannica.
Il delegato cinese Ivan Chen si rifiutò di sottoscrivere l'accordo e lasciò la conferenza il 3 luglio 1914. Dopo il suo ritiro il delegato britannico Henry McMahon e quello tibetano Lochen Shatra firmarono l'accordo, che divenne quindi bilaterale, ed aggiunsero una nota che escludeva la Cina dai benefici di tale accordo, in base al quale si sarebbe arrivati a stabilire la nuova linea di confine tra i due paesi nota come linea McMahon. Con il nuovo assetto i britannici si impossessarono della vasta area nel nord-est dell'India, corrispondente alla quasi totalità dell'odierno Arunachal Pradesh.

## Premesse
Il primo tentativo britannico di esercitare influenza in quest'area era stato nel 1873, quando il governo dell'India coloniale aveva cercato di espandere le sue rotte commerciali nel nord-est spostando il confine più a nord, in corrispondenza della linea di demarcazione naturale rappresentata dall'Himalaya che separa i diversi bacini idrografici.
Questa mappa era stata accettata dai cinesi, che erano stati sconfitti poco tempo prima nelle guerre dell'oppio dai britannici e che esercitavano il protettorato sul Tibet, nel quadro del trattato del 1886 per la definizione del confine tibeto-birmano, e in quello per i confini del Sikkim del 1890.
Il Tibet, che aveva la sovranità sul proprio territorio, rifiutò tali accordi e nel 1903 le truppe britanniche al comando di Francis Younghusband invasero lo Stato asiatico, per obbligarlo ad accettare l'installazione di avamposti commerciali e l'ingerenza britannica negli affari interni del paese. La vittoriosa spedizione si concluse l'anno dopo, con la firma tibetana di un trattato che accettava le condizioni che gli venivano imposte, e con il ritiro delle truppe del Regno Unito.
Nel 1907 Gran Bretagna e Russia riconobbero il protettorato cinese in Tibet e si impegnarono a non siglare alcun accordo con il paese se non con l'intermediazione di Pechino.
Dopo che il governo Qing inviò le sue truppe all'interno del Tibet nel 1910, si registrò un nuovo intervento dei britannici, che occuparono tutta l'area dell'odierno Arunachal Pradesh ad est di Tawang, ed istituirono l'agenzia per le frontiere nord-orientali, che stabilì accordi con i capi delle tribù presenti in quell'area.
Nel 1911 crollò il millenario impero cinese ed il Tibet ne approfittò cacciandone le truppe di stanza a Lhasa e dichiarando l'indipendenza nel 1913, che fu respinta dalla neonata repubblica cinese.

## Conferenza
Nel 1913 i britannici convocarono i delegati tibetani e cinesi a Simla in India per sancire le nuove frontiere e stabilire lo status del Tibet. Il ministro degli esteri dell'India coloniale, Sir Henry McMahon illustrò il piano contenuto nel trattato concernente:
- l'assegnazione alla Cina del territorio chiamato Tibet Interno, che visto dalla prospettiva cinese era quello orientale e comprendeva le aree tibetane del Kham e dell'Amdo racchiuse nelle province del Qinghai, Gansu, Sichuan e Yunnan
- il riconoscimento della sovranità tibetana, sotto protettorato cinese, del Tibet Esterno, comprendente all'incirca l'odierna area della Regione Autonoma del Tibet[1]
- la ratifica della nuova linea di frontiera tra il Tibet e l'India nord-orientale denominata linea di McMahon, che venne rappresentata in una mappa allegata al documento[3]

Quest'ultima frontiera era stata negoziata in precedenza durante dei colloqui svoltisi a Delhi tra i delegati britannici e tibetani e non fu sottoposta all'esame dei cinesi prima di Simla. La grande mappa originale, tenuta nascosta ai cinesi, fu disegnata in una scala espressa in pollici e miglia che corrispondeva a una scala metrica di circa 1:5.000, mentre quella allegata al trattato, che i cinesi non presero in considerazione, era molto più ridotta, essendo un'appendice dell'argomento chiave della conferenza, riguardante le frontiere tra Tibet e Cina.
I punti più importanti dell'accordo erano i seguenti:
- riconoscimento del protettorato cinese nel Tibet Esterno
- riconoscimento della sovranità del Tibet Esterno e non ingerenza cinese nella sua amministrazione e nella nomina del Dalai Lama che venivano affidate al governo di Lhasa
- impegno cinese a non trasformare il Tibet in una sua provincia
- impegno britannico a non annettersi alcuna parte del Tibet
- riconoscimento dell'interesse britannico nel fare del Tibet uno Stato sovrano e mantenimento dell'ordine nelle frontiere indo-tibetane
- rispetto degli accordi del trattato anglo-tibetano del 1904 con l'unica deroga riguardante la concessione al Tibet di mantenere i rapporti con la Cina
- ritiro entro tre mesi di tutte le truppe ed ufficiali cinesi dal Tibet Esterno ad eccezione di un delegato avente diritto ad una scorta massima di 300 uomini
- impegno britannico di non mantenere truppe né ufficiali nel Tibet ad eccezione di un agente e della sua scorta, a cui viene fissata la residenza a Gyantse, situata sulla strada tra Lhasa ed il Nepal, e data facoltà di visitare Lhasa per eventuali colloqui col governo tibetano
- inizio immediato dei negoziati tra Tibet e Gran Bretagna per la realizzazione di un piano di scambi commerciali sulla base del trattato del 1904
- accettazione delle nuove frontiere illustrate nelle mappe allegate tra Tibet Interno e Tibet Esterno, e tra Tibet e India.
- salvaguardia del diritto tibetano di esercitare il pieno controllo su quanto riguarda le faccende religiose interne

Altre note allegate al trattato prevedevano:
- il riconoscimento che il Tibet era un territorio cinese
- l'immediata notifica della scelta del nuovo Dalai Lama al governo di Pechino, cui spettava la ratifica e l'investitura
- l'esclusiva competenza tibetana sulla nomina degli ufficiali del Tibet Esterno, che non aveva diritto ad essere rappresentato nel parlamento cinese.[1][12]

La conferenza fallì per il rifiuto cinese di accettare i confini proposti con il Tibet Esterno, ma i documenti furono controfirmati da tibetani e britannici che subito intavolarono i negoziati per nuovi accordi commerciali

## Conseguenze
L'accordo fu in un primo momento bocciato dal governo indo-britannico, in quanto non conforme al trattato anglo-russo del 1907, e fu pubblicato con una nota che evidenziava il mancato raggiungimento dell'accordo fra le parti convocate.
Il trattato anglo-russo cessò di avere effetto nel 1921 in comune accordo fra le due parti, ma la linea McMahon non fu presa in considerazione fino al 1935 La prima mappa comprendente la linea McMahaon fu pubblicata nel 1937, e nel 1938 fu invece pubblicato il trattato di Simla, accompagnato da un testo che metteva in risalto come tale documento fosse stato firmato da tibetani e britannici malgrado il rifiuto a sottoscriverlo da parte dei cinesi.
Alla fine degli anni cinquanta la linea di McMahon fu oggetto di tensioni tra l'India e la Cina, che ne rigettava la validità in quanto il Tibet non era uno Stato autonomo e non poteva firmare quanto le competeva, e considerava l'accordo un trattato ineguale imposto dai britannici.
La Cina offrì all'India di rinunciare alle sue pretese su quei territori se l'India avesse rinunciato alle sue pretese sulla regione dell'Aksai Chin, contesa tra i due stati. Il rifiuto indiano portò alla guerra sino-indiana del 1962 che non cambiò lo status quo ante bellum. Anni dopo la zona demarcata dalla linea McMahon fu chiamata Arunachal Pradesh, ma per la Cina rimane tuttora il Sud Tibet.

### Cambiamento della posizione britannica del 2008
Fino al 2008 il governo del Regno Unito ha riconosciuto solo il protettorato cinese sul Tibet, ma mai la sovranità, che è stata invece ufficialmente riconosciuta nel 2008 dal ministro degli Esteri David Miliband con la pubblicazione sul sito internet governativo della nuova posizione britannica, in cui dichiara come la precedente posizione fosse dettata da criteri anacronistici.
Il settimanale inglese The Economist ha osservato che senza usare la parola "sovranità" il ministro ha dichiarato che il nuovo punto di vista britannico vede il Tibet come parte della Cina.
Da più parti sono state fatte ampie speculazioni su come tale dichiarazione sia stata dettata dal ruolo di primo piano che la Cina ha assunto all'interno del Fondo Monetario Internazionale negli ultimi anni.

## Mappe

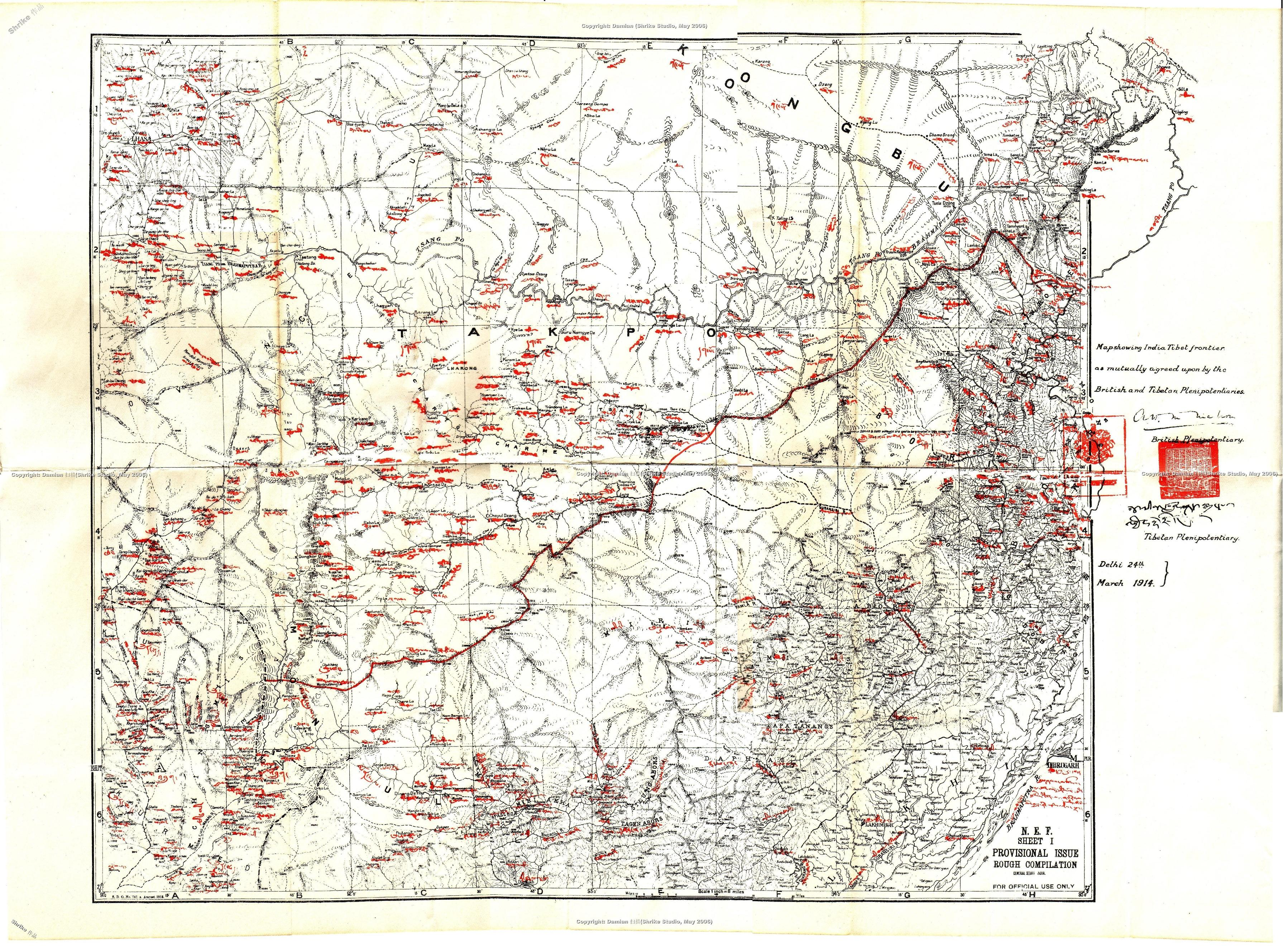
La linea McMahon nell'accordo di Simla 1914 Mappa 1
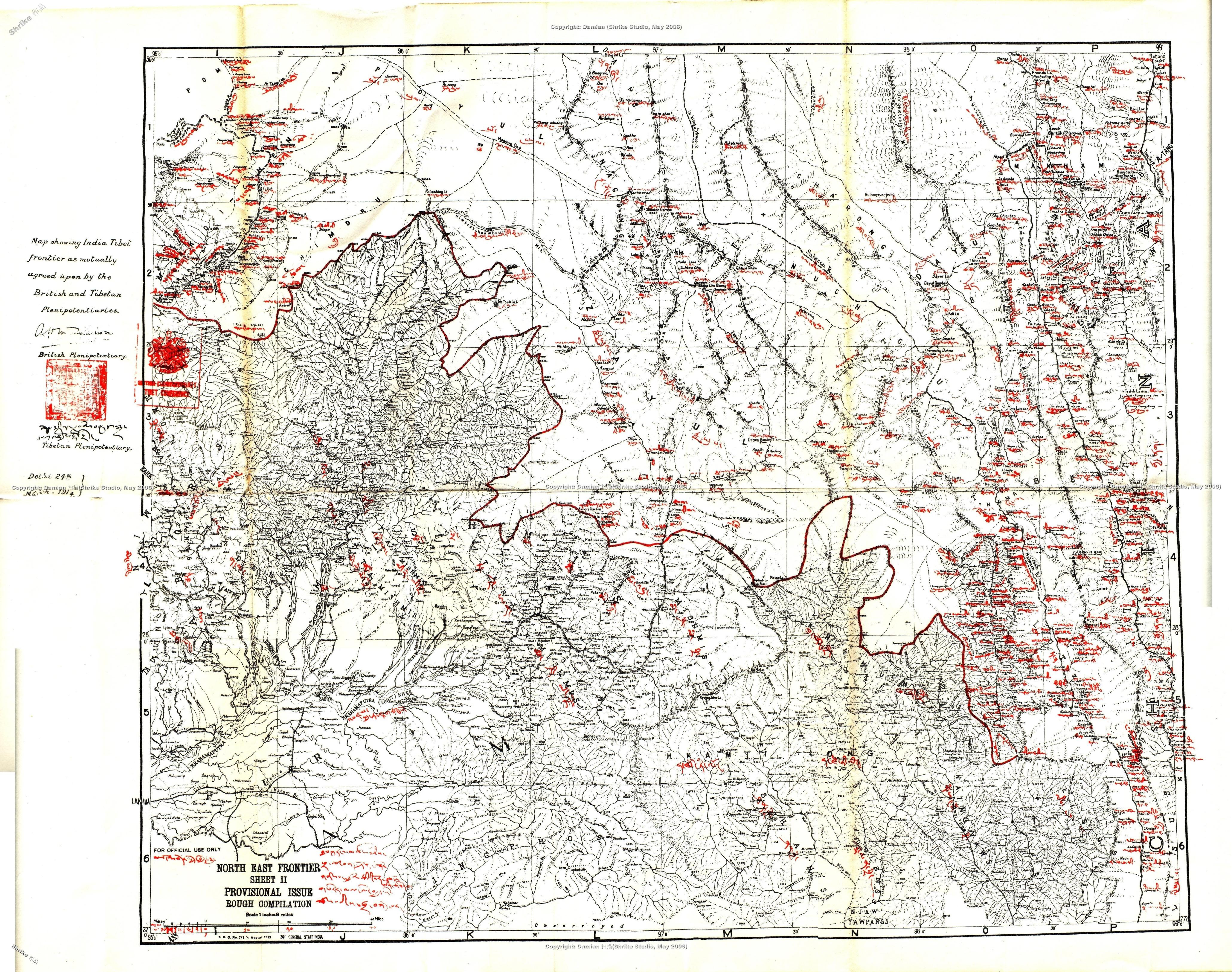
La linea McMahon nell'accordo di Simla 1914 Mappa 2
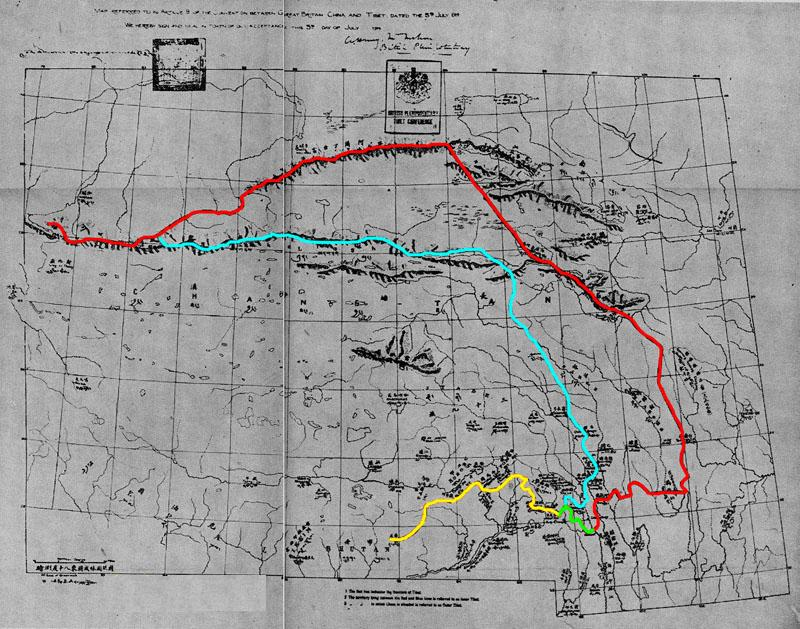
L'accordo di Simla firmato nel 1914, Mappa 1
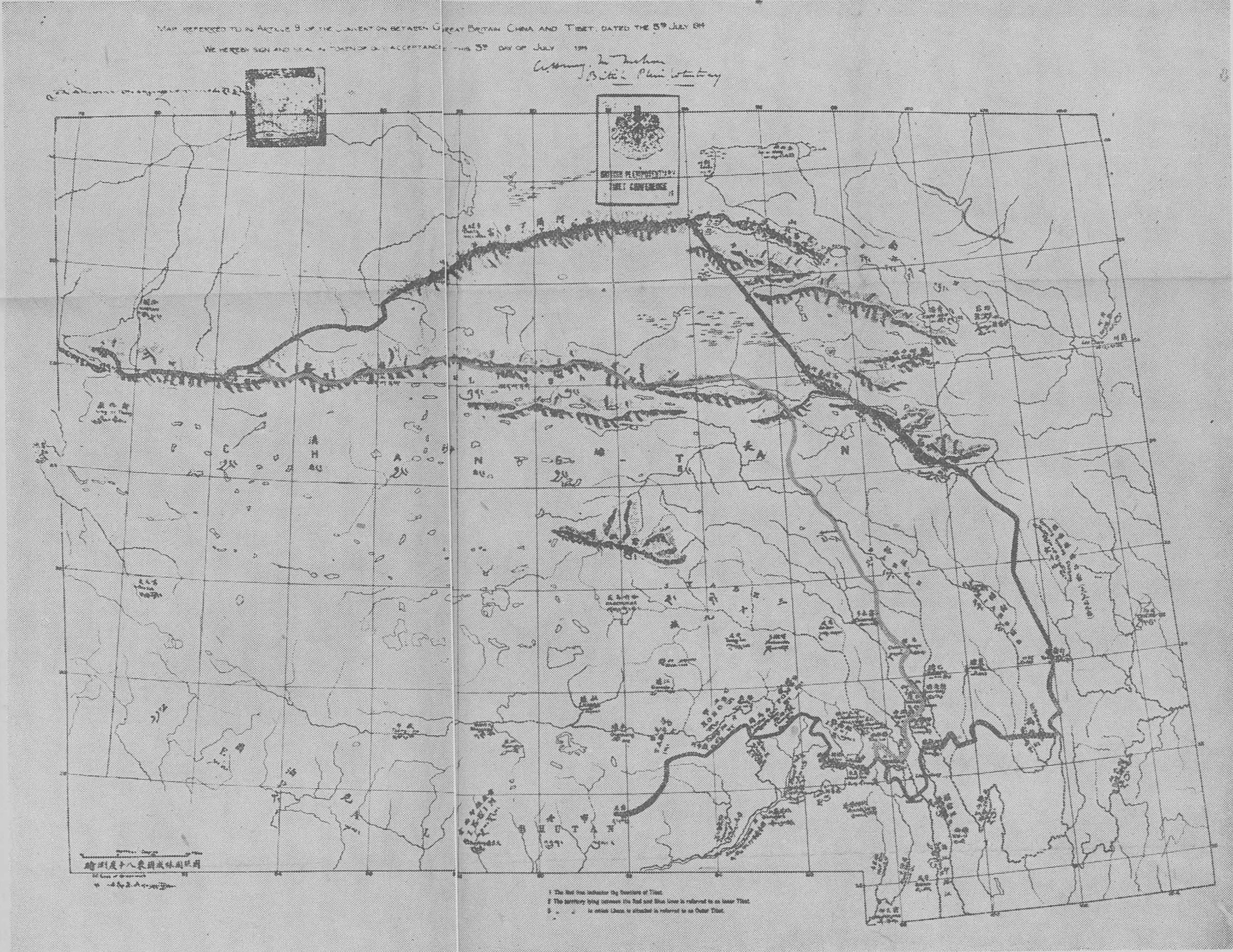
L'accordo di Simla firmato nel 1914, Mappa 2